# سانشاین سیتی

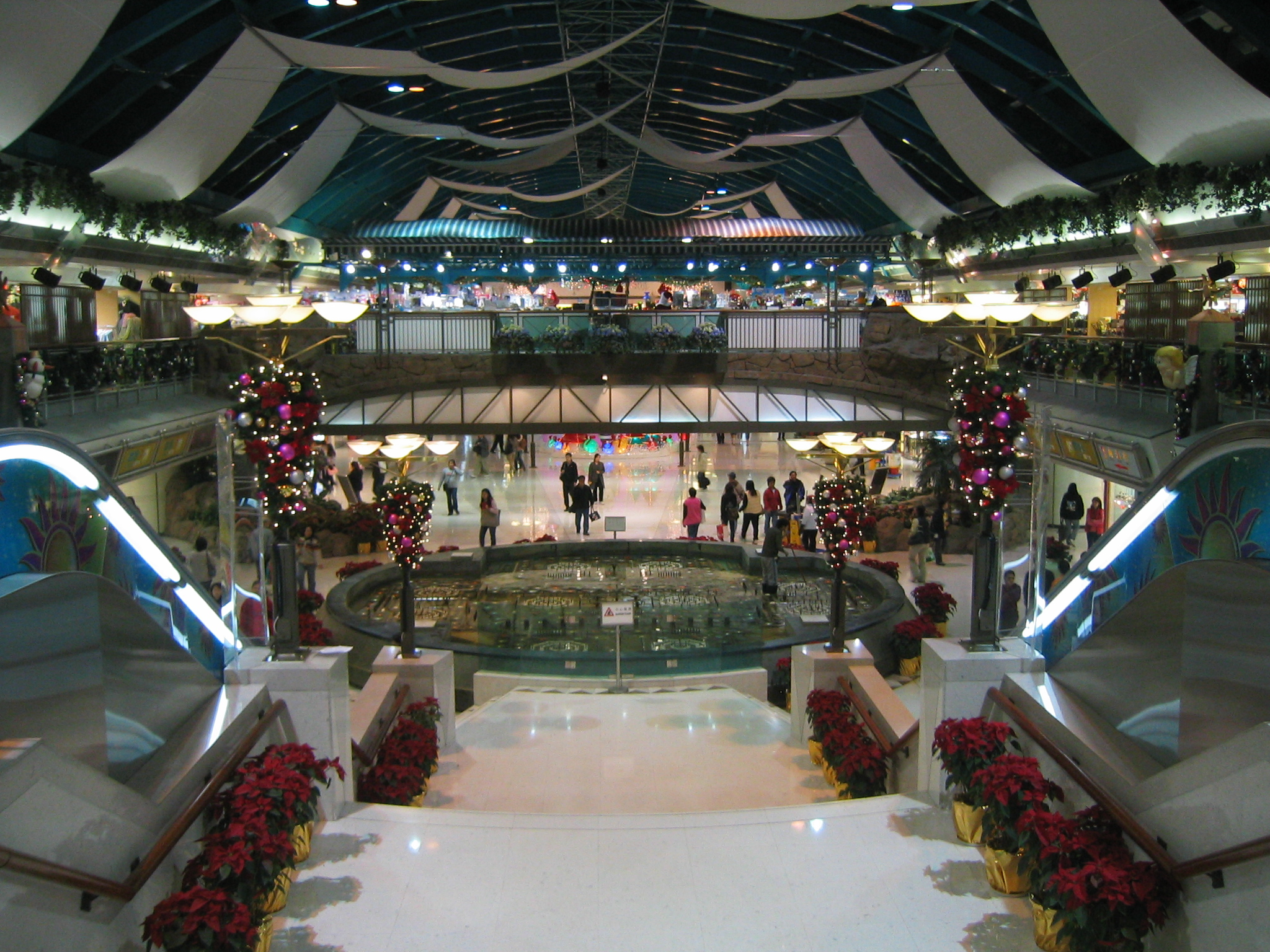
داخل سانشاین سیتی

سانشاین سیتی (به ژاپنی: サンシャインシティ Sunshine City) نام یک آسمانخراش و مجتمع ساختمانی است که در منطقهٔ توشیما، ایکه‌بوکورو در توکیو پایتخت ژاپن واقع شده‌است. این آسمانخراش ۶۰ طبقه ۲۴۰ متر ارتفاع دارد و در سال ۱۹۷۸ میلادی افتتاح شده‌است. طبق آمار هر ساله در حدود سه میلیون نفر از داخل این ساختمان دیدن می‌کنند.

## داخل سانشاین سیتی
- مرکز خرید آلتا (Sunshine City ALTA) در طبقه 1F و B1F ساختمان سانشاین سیتی واقع شده و از ۸۰ واحد تشکیل شده‌است.
- مرکز خرید آلپا alpa در طبقه اول تا سوم ساختمان سانشاین سیتی واقع شده و ۱۶۸ مغازه دارد.
- سانشاین سیتی هتل پرنس (サンシャインシティプリンスホテル)
- اکواریوم بین‌المللی سانشاین
- موزه کودائی اورینتو (موزه شرق باستان)
- تئاتر سانشاین
- آسمان‌نمای کونیکا مینولتا (Konica Minolta Planetarium)

## نگارخانه

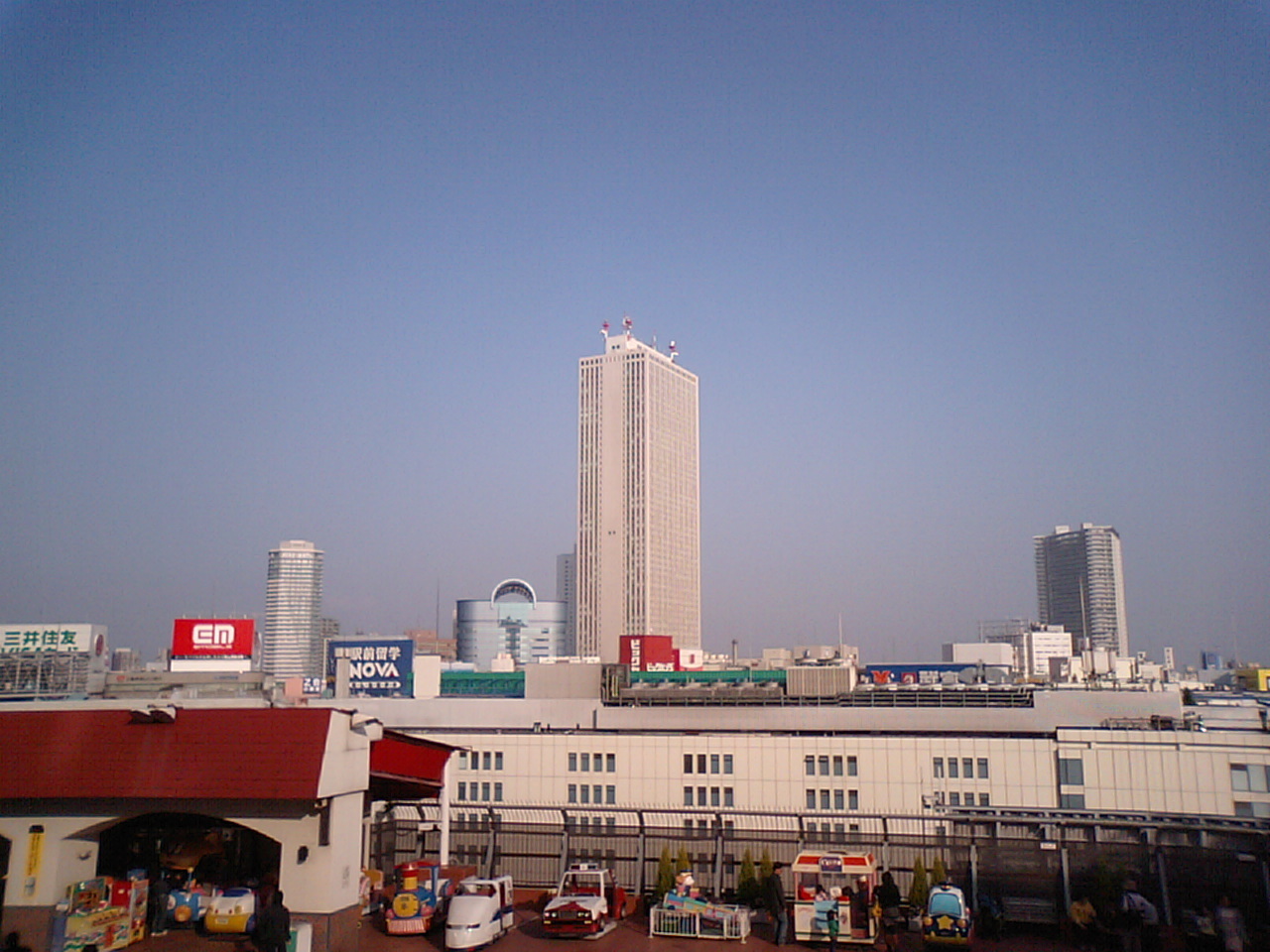
آسمانخراش سانشاین سیتی
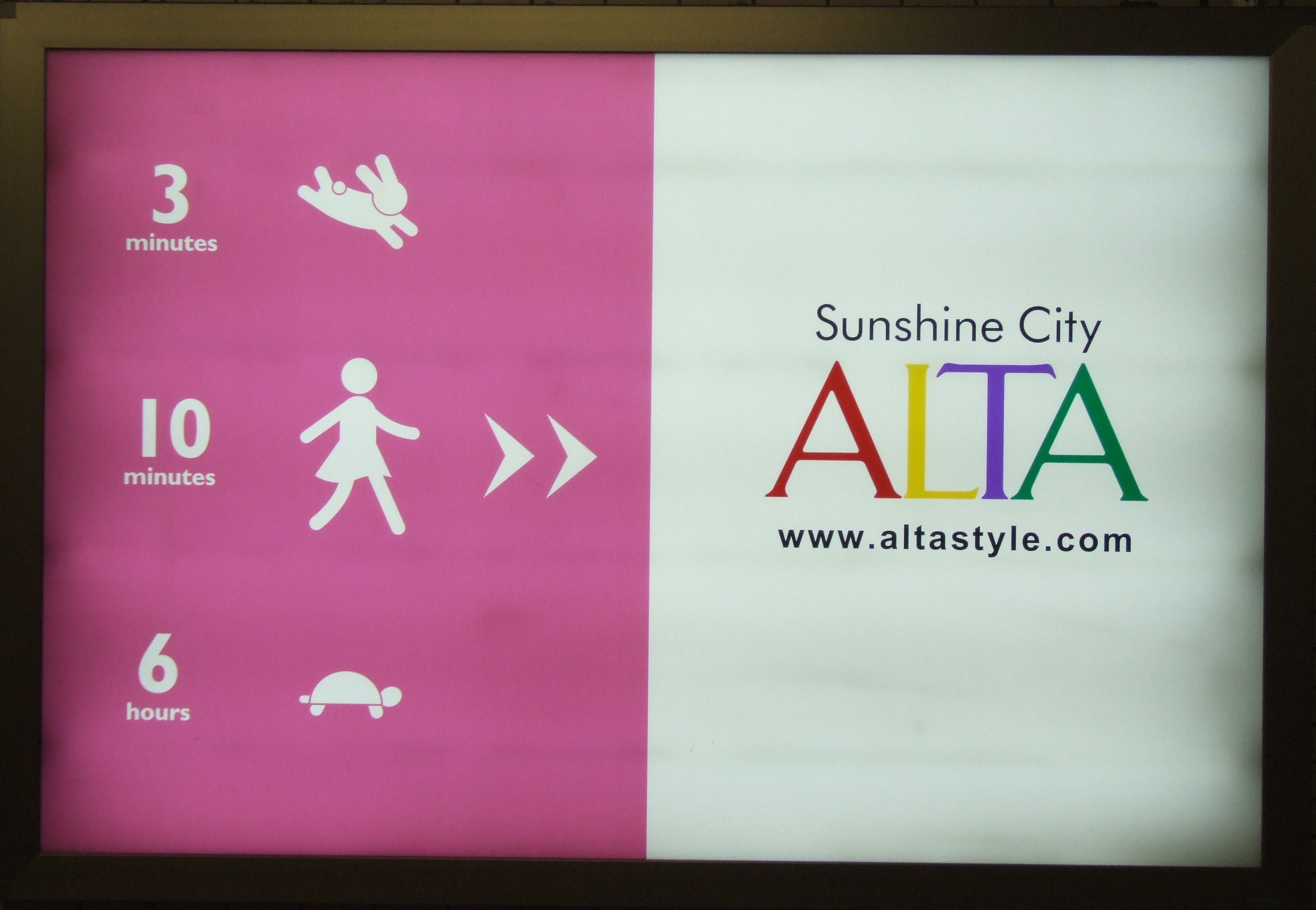
مرکز خرید آلتا در داخل سانشاین سیتی